# Lagoptera
Lagoptera é um gênero de traça pertencente à família Arctiidae.